# 十樂寺 (漫畫家)
十樂寺（1979年12月11日—）是台灣的漫畫家，英文名為 Christina Chen，同人時代使用筆名為T.T.麻亞。復興美工畢業。與漫畫家咎井淳為姊妹。

## 簡歷
- 國中時期起開始參與台灣同人誌的活動，為「C.A.T.漫畫同好會」、「秘密結社」等同人社團成員。
- 後移居美國，現於Marvel、DC漫畫等美國漫畫出版社工作，與咎井淳共同創作漫畫。

## 作品一覽

### 短篇漫畫
- A WOOKIEE SCORNED（收錄於STAR WARS TALES＃10）
- 瘋狂星期八
- Dark minds
- X-Men
- 契約

### 長篇漫畫
- 潘安艾力士（2006年，東立出版社，ISBN 9789861178752）

### 插畫
- CG SMART PARTY 2007

## 得獎紀錄
- 94年度行政院新聞局劇情漫畫獎（潘安艾力士）

## 外部連結
- 十樂寺與咎井淳的專訪（页面存档备份，存于）
- 十樂寺的部落格 The Blue Sky藍天飛翔（页面存档备份，存于）
- 十樂寺的臉書 facebook